# ان‌جی‌سی ۷۰۶۹
ان‌جی‌سی ۷۰۶۹ (انگلیسی: NGC 7069) یک کهکشان عدسی شکل است که در فاصله ۴۰۰ میلیون سال نوری از زمین در صورت فلکی دلو قرار دارد. کهکشان NGC 7069 توسط ستاره شناس آلبرت مارت در ۱۲ اکتبر ۱۸۶۳ کشف شد.